# Таравель, Жереми
Жереми́ Тараве́ль (фр. Jérémy Taravel; 17 апреля 1987, Венсен, Франция) — французский футболист, выступал на позиции защитника.

## Карьера
Жереми начал заниматься футболом в команде «Олимпик» из его родного города, Венсен. С 1999 по 2001 Таравель проходил обучение в академии Клерфонтен.
В 2005 году защитник присоединился к молодёжной команде «Лилля».
С 2007 года Таравель начал выступать за вторую команду «Лилля». В 2008 году он был отдан аренду в «Труа», однако ни одного матча не провёл. В 2009 защитник был одолжен бельгийскому клубу «Зюлте-Варегем». 17 января 2009 Жереми дебютировал в чемпионате Бельгии. 11 апреля защитник отметился первым забитым мячом, открыв счёт в игре с «Жерминаль Беерсхот».
По окончании сезона 2008/09 Жереми перешёл в «Зюлте-Варегем». В течение следующего года Таравель регулярно выходил на поле в стартовом составе и провёл 27 матчей в чемпионате, в которых забил 2 мяча.
Летом 2010 года защитник был приобретён другим бельгийским клубом, «Локереном». Первый матч за новую команду сыграл 31 июля.
В сезоне 2011/12 Жереми в составе «Локерена» стал обладателем Кубка Бельгии. Защитник принял участие в 6 из 7 матчей своей команды на пути к трофею, в том числе и в финальной встрече с «Кортрейком». 23 августа 2012 года Таравель дебютировал в еврокубках, выйдя в стартовом составе матча квалификации Лиги Европы против чешской «Виктории».
В конце 2013 года было объявлено о трансфере французского игрока в хорватское «Динамо». В сезоне 2013/14 Жереми успел провести только одну игру против «Сплита», после чего получил травму крестообразных связок и выбыл на полгода. Следующий матч в составе загребского клуба Таравель сыграл 5 октября 2014. В матче 13 тура против «Осиека» защитник отметился забитым мячом, ставшим для него первым в Хорватии.

## Достижения
«Локерен»
- Обладатель Кубка Бельгии: 2011/12

«Динамо» (Загреб)
- Чемпион Хорватии (3): 2013/14, 2014/15, 2015/16
- Обладатель кубка Хорватии (2): 2014/15, 2015/16